# 李敬 (体操运动员)
李敬（1970年2月23日—），男，中国体操运动员。他在1992年巴塞罗那夏季奥林匹克运动会中，参加了男子体操团体比赛并获得银牌。他也参加了1990年北京亚洲运动会和1994年广岛亚洲运动会。